# تشيما أوكوري
تشيما أوكوري (بالإنجليزية: Chima Okorie) هو لاعب كرة قدم نيجيري في مركز الهجوم، ولد في 8 أكتوبر 1968. لعب مع غريمسبي تاون ونادي آير يونايتد ونادي أكرينغتون ستانلي ونادي إيست بنغال ونادي بيتربورو يونايتد ونادي توركي يونايتد ونادي سانت ميرين ونادي سوغندال لكرة القدم ونادي فيبورج ونادي محمدان ونادي موهون باغان.